# رودخانه تتریف
رودخانه تتریف (به انگلیسی: Teteriv River) رودخانه‌ای به‌طول ۳۶۵ کیلومتر است که در اوکراین جریان دارد.